# 短视频
又叫短片、小视频，是指长度至短15秒、最長3分钟左右的视频，主要是在移动智能终端上进行拍摄、美化编辑或加特效，并可以在網路社群进行实时分享的一种视频形式。
随着智能移动端的用户规模不断地扩大，很多手机用户得以充分利用碎片时间拍摄、观看短视频。短视频的用户流量创造了巨大的商机，因此有很多的互联网巨擘竞相注资开发短视频平台。

## 短视频平台
- 抖音（字节跳动）
  - 抖音火山版
- TikTok (抖音海外版)
- 小红书
- 快手（快手科技）
- 微视（腾讯）
- 视频号（腾讯）
- 哔哩哔哩
- 美拍（美图）
- 央视频（中央廣播電視總台）
- 梨视频（北京微然网络科技）
- 快视频（奇虎360）
- Instagram Reels 、Facebook Reels（Meta）
- YouTube Shorts（Google）

## 历史
短视频从2010年代开始流行。Snapchat自2012年开始允许用户分享 10 秒的视频。 Vine推出于2013年，其视频的最大长度限制为6秒，从而促使短视频获得了主流欢迎，并催生了新一代公众人物，例如 Kurtis Conner、David Dobrik、 Danny Gonzalez、Drew Gooden、Liza Koshy、Shawn Mendes、Jake Paul、Logan Paul 和 Lele Pons。 Instagram于2013年增加了分享15秒视频的功能以应对Vine的流行，此后它又大规模为其视频功能扩展了许多附加特性，如 Instagram Reels。
在Vine于2017年的关闭之后，大部分知名用户开始在YouTube上制作更长的视频。在2018年TikTok与Musical.ly合并后，TikTok成为使用最广泛的短视频应用程序，并从此成为全球最受欢迎的应用程序之一。2020年，Vine的联合创始人Dom Hoffman推出了Vine的继任产品Byte（后来更名为Clash，再之后更名为Huddles）。2021年，作为对TikTok渐增的竞争力的回应，YouTube推出托管最长60秒的视频的YouTube Shorts。YouTube Shorts在六个月内的播放量超过5万亿次。